# Neopalthis
Neopalthis là một chi bướm đêm thuộc họ Erebidae.